# 外岡尚美
外岡 尚美（とのおか なおみ、1960年 - ）は、日本の英米文学者。青山学院大学元副学長（女性初）。青山学院大学文学部英米文学科教授。専門はアメリカ演劇。ロゲンドルフ賞受賞。

## 人物・経歴
1982年上智大学文学部英文学科卒業。1984年同大学院文学研究科英米文学専攻博士前期課程修了。1986年米国・ハワイ大学大学院演劇学科修士課程修了。1988年同大学院演劇学科博士課程修了、Ph.D.（演劇学）。
青山学院大学文学部英米文学科専任講師、立教大学非常勤講師、青山学院大学文学部英米文学科助教授、早稲田大学非常勤講師等を経て、2004年から青山学院大学文学部英米文学科教授。2016年に女性として初めて同大学副学長に就任。
専門はアメリカ演劇。ユージン・オニール（Eugene O’Neill）の『夜への長い旅路』（Long Day’s Journey into Night）との出会いを契機に演劇学を専攻。